# Nagod (ciutat)
Nagod o Nagode és una ciutat i nagar panchayat (equivalent a municipi) el districte de Satna a Madhya Pradesh a uns 25 km de Satna. És capçalera del tehsil de Nagod. Es creu que la població fou capital d'un estat dirigits pel poble dels teli dedicat a premsar oli, que foren expulsats pels parihars del clan Agnikula dels rajputs que van fundar l'estat d'Unchahra, nom de la primera capital que el 1720 fou traslladada a Nagod agafant l'estat aquest nom. El nom de Nagod derivaria de "naga vadha" (la matança dels naga) als que els parihars haurien arrabassat la ciutat.
La ciutat està situada a 24° 34′ N, 80° 36′ E / 24.57°N,80.6°E. Consta al cens del 2001 amb una població de 19.474 habitants. Fou campament militar del 1857 fins al 1876 i llavors va perdre importància: el 1881 tenia 4.428 habitants, uns quants menys que deu anys abans; el 1901 eren 3.887 habitants. Els rages hi tenien un fort a la vora del riu Amram afluent del Tons. El raja es va traslladar a Unchahra (vers 1879) però més tard hi van tornar.